# Swedish Film Database
Шведская база данных фильмов (швед. Svensk filmdatabas) — веб-сайт, представляющий собой базу данных о шведских фильмах, опубликованную Шведским институтом кино. Содержит информацию обо всех шведских фильмах, начиная с 1897 года, и иностранных фильмах, премьера которых состоялась в Швеции. Также на сайте имеется множество биографий актёров, режиссёров, продюсеров и прочих кинематографистах, которые участвовали в шведских фильмах на протяжении многих лет. База данных создана при поддержке Bank of Sweden Tercentenary Foundation. База данных включает в себя более 96 000 фильмов, 368 000 персон 31 000 компаний.